# Deltoplastis leptobrocha
Deltoplastis leptobrocha is een vlinder uit de familie van de Lecithoceridae. De wetenschappelijke naam van de soort is voor het eerst geldig gepubliceerd in 1923 door Meyrick.